# 캐세이퍼시픽 항공
캐세이퍼시픽 항공(영어: Cathay Pacific , 중국어: 國泰航空公司)은 1946년에 창설된 홍콩을 거점으로 하는 영국계 항공사이다. 캐세이(영어: Cathay)는 거란에서 유래를 찾을 수 있는 중국의 명칭인 카타이를 영문으로 표기한 것이다. 이 명칭은 마르코 폴로가 처음 사용한 명칭이며 주로 서구권의 육로 무역국을 중심으로 사용되었다. 특히 영국에서 중국의 명칭으로 예전부터 사용되어 왔다.

## 개요
영국계 다국적 기업집단인 스와이어 그룹(태고집단) 계열 항공사로 홍콩 국제공항을 허브 공항으로 하나, 간혹 일부 항공편이 타이완 타오위안 국제공항이나 방콕 수완나품 공항에서 출발하기도 한다. 홍콩 국제공항 주변에 항공기 정비 시설과 캐세이퍼시픽 본사 및 훈련 시설 등을 갖춘 캐세이 시티(영어: Cathay City, 중국어: 國泰城)를 갖추고 있다. 또한 여러 항공 회사와 협정을 맺고 있으며 항공동맹인 원월드에 가맹되어 있다. 2006년 6월 9일 홍콩 제 2의 항공사인 홍콩 드래곤 항공(영어: Dragon Air, 중국어: 港龍航空公司)를 인수해 자회사가 되었다. 그 전까지 영국의 식민지 시절부터 관습에 의해 중국 노선은 베이징과 샤먼 노선만 운항했으나 홍콩 드래곤 항공 인수 후 중국 본토 전역과 네트워크가 형성되었다. 같은 시기 중국국제항공에 20%를 출자하면서 전략적으로 상호연계를 취할 것을 표명하였다. 그러나 중국국제항공은 2006년 스타 얼라이언스 가맹이 정식으로 결정되어 있어 항공 동맹 사이로는 라이벌 관계가 되고 있으며, 이후 항공 동맹 재편이 있을 가능성이 높다. 자회사는 화물 항공사인 에어 홍콩(영어: Air Hong Kong, 중국어: 香港華民航空公司)과 홍콩 드래곤 항공이 있다. 마일리지 프로그램으로 아시아 마일즈와 더 마르코 폴로 클럽이 있으며 어느 쪽이나 일본항공 등 원월드 가맹 항공사의 이용으로 마일리지를 얻을 수 있다. 단, 아시아 마일즈는 원월드 등급(티어)이 격상되지 않으며, 아시아 마일즈를 포함하고 있는 유료 회원제인 더 마르코 폴로 클럽에 가입해야 원월드 등급 혜택을 누릴 수 있다. 고급 클럽에 해당하는 더 마르코 폴로 클럽은 다른 회사처럼 연간 규정된 마일리지를 적립하면 가입이 가능한 것이 아니라 50달러의 입회금을 지불하여 가입하는 시스템을 갖추고 있다.(단, 비즈니스석 이상을 탑승하면 무료 가입이 가능하다.) 하지만 가입 후 연간 최저 4섹터 이상 탑승하지 않을 경우 회원 자격을 상실하게 된다.

## 역사

### 초기

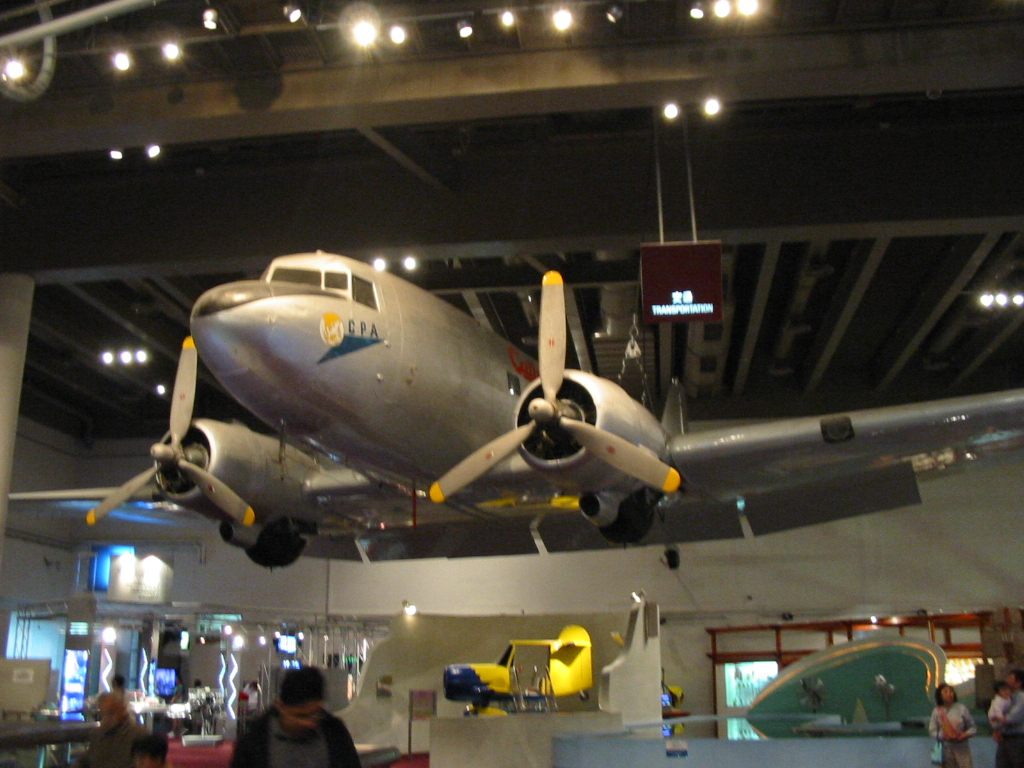
캐세이퍼시픽 항공의 더글러스 DC-3 (퇴역)

당시 중화민국에서 항공 운송업을 하고 있던 미국인 로이 파렐(영어: Roy Farrell)과 오스트레일리아인 시드니 칸쵸(영어: Sydney de Kantzow)가 당시 중화민국에서 인도간 국제선을 운항하고 있으며 국공내전 이후 중국이 공산화가 되면서 상하이에서 홍콩으로 이사해 1946년 9월 24일에 창립하였다.

### 1950년대의 급성장
1949년에 중화인민공화국 수립 이후 중국 공산당의 지배를 싫어하는 많은 난민이 홍콩에 왔지만 1950년대 초반에 영국이 중화인민공화국과의 국교를 수립하면서 홍콩의 지위가 중국 대륙의 창구가 되어 사업은 급속히 확대하게 된다. 승객수의 급격한 증가에 대응하기 위해보다 대형 더글러스 DC-4와 더글러스 DC-6를 도입하고, 스와이어 그룹의 자본을 받아 재무 체제를 강화시켰다. 이후 1959년에 영국해외항공과 자딘 마세손 합작 회사 최대의 라이벌 항공사인 홍콩 항공을 합병하고 규모를 확대했다. 최초의 일본 취항은 1959년 7월에 도쿄 국제공항을 시작해 1960년대에 일본 지역에 추가 취항 이후 비행기를 추가로 투입하는 등 일본의 노선을 지속적으로 강화해 갔다. 대한민국의 경우 1960년에 최초로 취항했다.

### 2000년대

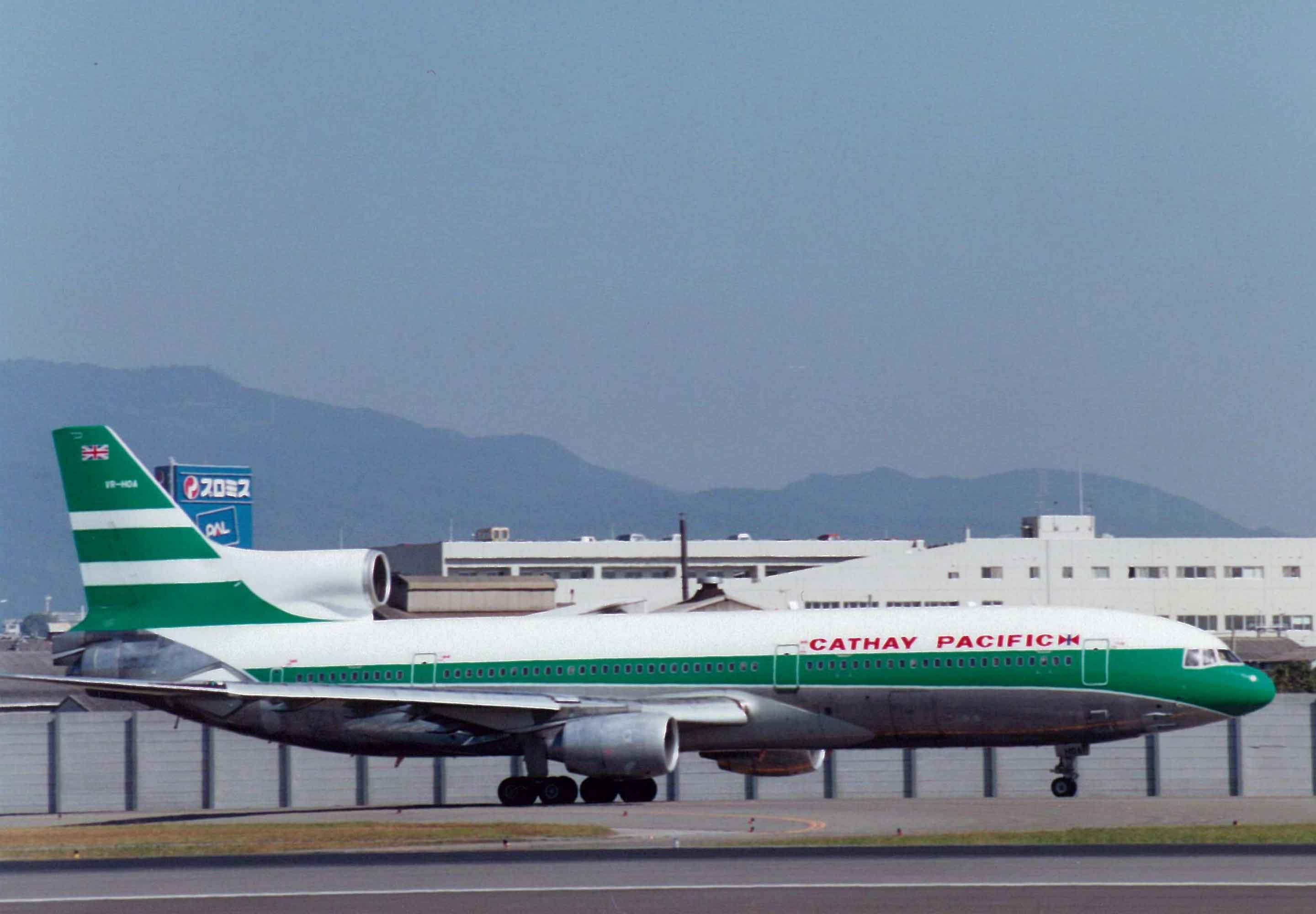
캐세이퍼시픽 항공의 록히드 L-1011 (퇴역)

1970년대 홍콩이 아시아 지역의 무역, 금융센터로 결정되면서 보잉 707을 도입하고 아시아 지역의 주요 도시에 직항 노선을 취항했다. 이와는 별도로 록히드 L-1011를 도입했다. 1979년 보잉 747-200 항공기를 도입하여, 당시 홍콩의 종주국인 영국의 런던으로 취항을 개시, 최초의 유럽 노선이 되었다. 그 후 1980년대에 접어들어 파리 및 프랑크푸르트, 암스테르담, 로마를 비롯하여 뉴욕, 밴쿠버 등 북아메리카 노선, 오스트레일리아 노선 등을 개설하여 세계적으로 네트워크를 확장해 나갔다. 2003년에 홍콩의 화물 항공사인 에어홍콩을 인수해 자회사가 되었고 2006년 홍콩 드래곤 항공을 인수되어 중국 본토 전 지역과 네트워크를 형성하게 되었다. 그리고 일본과 홍콩의 항공 자유화가 체결되면서 도쿄 국제공항 국제선이 재취항하게 되면서 32년 만에 재취항하게 되었다. 2009년에 홍콩 드래곤 항공의 화물 부문과 통합하여 단일화되었다. 최근 들어 보잉 777-300ER과 새로 주문한 에어버스 A330-300을 계기로 모든 종류의 시트와 신형 AVOD 파나소닉 에비 인증 사제 eX2 (영어: StudioCX)에 교체하고 단계적으로 업데이트 할 계획이다. 2010년 에어버스 A350-900을 주문했다. 또한 모든 기재에 파나소닉 에비 인증 제품의 eXConnect을 도입 하기로 결정해 2012년 이후 장비의 광대역 연결이 가능해졌다.

### 2010년대
새로운 리더십 아래, 항공사는 2년간 연속적인 손실로 어려움을 겪은 후 사업을 혁신하기 시작했다. 이 전략은 새로운 수익원을 찾고 고객에게 더 많은 가치를 제공하고 효율성과 생산성을 향상시키는 5P (새로운 목적지 - Places, 비행기 - Planes, 제품 - Product, 서비스 - People 및 생산성 - Productivity)에 중점을 두다.
회사는 2017년 이래로 홍보보다 실용적하고 혁신적인 접근 방식을 취하였으며 새로운 서비스를 제공하고 이슈에 대응하는 재치있고 능동적 방법은 종종 '신과 같은 홍보'로 높이 평가되었다.
고객의 요구에 대응하고 의사 결정 과정에서보다 민첩하고 신속하기 위해 조직을 재구성하였으며 또한 2017년부터 13개의 새로운 노선을 개설했으며, 홍콩과 타이페이 간 가장 바쁜 노선에서 따뜻한 기내식을 제공하는 등 다양한 서비스 변경을 소개하고 기내 모든 클래스에서 유명한 홍콩 요리를 제공하는 기내 메뉴를 디자인했다. 비즈니스 클래스 서비스를 개정하여 식품 및 음료 제품에 더 많은 선택, 개인화, 더 나은 표현 및 향상된 품질을 제공했다.
또한 하드 및 디지털 제품에 많은 투자를 하였으며 항공사는 업그레이드 된 웹사이트를 출시하고 홍콩의 더 피어 - 비지니스 라운지에 있는 첫 번째 항공사 라운지 요가 스튜디오를 포함하여 새로운 라운지를 열거나 기존 라운지를 개조했다. Wifi는 2017년에 소개되었으며 2020년까지 모든 비행기에 추가 장착 될 예정이다.
2019년 2월, 회사는 2018 회계 연도에 23 억 홍콩 달러의 영리를 창출 할 것으로 기대되는 홍콩 증권 거래소에 수익 인식 보고서를 발표하였으며. 변형 전략은 초기 성공을 보여주었다.

## 운항 노선
- 2018년 9월 현재 캐세이퍼시픽 항공은 다음과 같은 노선을 취항하고 있다.

### 코드쉐어 협정
- 캐세이퍼시픽 항공은 다음과 같은 항공사에 코드쉐어 협정을 하고 있다.[10][11][12]

| - LATAM 브라질 - LATAM 칠레 - MIAT 몽골 항공 - S7 항공 (원월드) - 루프트한자 (스타 얼라이언스) - 말레이시아 항공 (원월드) - 베트남 항공 (스카이팀) - 방콕 항공 - 부엘링 항공 - 스리랑카 항공 (원월드) | - 아메리칸 항공 (원월드) - 알래스카 항공 (원월드) - 웨스트제트 - 영국항공 (원월드) - 에어 뉴질랜드 (스타 얼라이언스) - 에어 아스타나 - 에어 캐나다 (스타 얼라이언스) - 이베리아 항공 (원월드) - 일본항공 (원월드) - 제트블루 항공 | - 중국국제항공 (스타 얼라이언스) - 카타르 항공 (원월드) - 피지 항공 (원월드) - 핀에어 (원월드) - 필리핀 항공 |  |

## 보유 기종
- 2024년 9월 기준으로 캐세이퍼시픽 항공은 다음과 같은 기종을 보유하고 있으며 평균 기령은 8.5년이다.[14][15][16]

## 서비스
2003년, 2005년, 2009년, 2014년에 영국의 스카이트랙스 회사 순위에서 최고의 상인 올해의 에어라인 상을 획득하는 등 세계에서 싱가포르 항공와 더불어 최고의 서비스로 평가되었다. 또한 일본에 취항하고 있는 외국계 항공사 중에서 일본인 승무원의 재적 인원이 가장 많은 일본인 승무원도 홍콩 발착의 회사 취항 노선 모두에 승무하고 있기 때문에, 대부분의 노선에서, 일본어를 사용할 수 있는 경우가 흔하다. 또한 회사의 안전성은 매우 높은 것으로 알려져 사건 및 사고는 1972년 이후 한 건도 발생하지 않았다. 최첨단 기술을 항상 도입 예를 들어 기내 엔터테인먼트에 대하 StudioCX란 개인 TV가 빠른 단계에서 이코노미 클래스에도 장비됐다.
2007년부터 보잉 777-300ER을 도입을 계기로 기내 엔터테인먼트 및 시트를 리뉴얼 프로젝트가 진행되고있어 2009년까지 대부분의 기체 리뉴얼이 완료되었다. 리노베이션 후 비즈니스 클래스가 완전 평면 화와 이코노미 클래스는 PC 전원과 안락해도 뒷 좌석에 영향을 주지 않는 디자인으로 되어있다. 덧붙어 StudioCX 최신 버전으로 파나소닉 에비 인증 사제 eX2의 AVOD 지원 시트 TV를 모든 기재에 교체하고 있으며 향후 모든 항공기에 적용될 예정이다.

### 마일리지 프로그램
마일리지 프로그램으로 "아시아 마일즈"와 상급 조직에 해당하는 "마르코 폴로 클럽"의 2가지 종류가 있다. 모두 원월드 회원 항공사 마일리지를 획득할 수 있다. 많은 마일리지 프로그램 중에서도 "마르코 폴로 클럽"은 타사처럼 년간 규정 마일 저축의 가입한 것이 아니라 입회비를 지불하면 가입할 수 있는 시스템이 있다. 단 가입 후 연간 최소 4번 이상 탑승하지 않으면 회원 자격을 상실한다. 그러나 초기 수준에서 원월드 상태가 아니라, 루비 클래스까지 되기 위해 규정 마일을 저축해야 한다. 또한 아시아 마일은 랭크가 없기 때문에 마일 저축해서 아시아 마일즈 회원 상태는 상급 회원으로 한다.

## 기타
- BBC WORLD에서 방송하고 있는 아시아 비즈니스 보고서의 후원자이다.
- 12월 하순 홍콩 경마장에서 열리는 홍콩 국제 경주의 스폰서로 활약하기도 했다.
- 캐세이퍼시픽 항공의 CI는 미국의 대형 설계 사무소에서 작업했으며 기업 색상도 깊은 녹색을 사용한다.
- 홍콩이 오랫동안 영국의 식민지로 엔진은 에어버스 A340-300와 보잉 777-300ER이 엔진을 사용할 수 없는 기종을 제외하고 롤스로이스의 엔진을 탑재한다. 이것은 캐세이 드래곤 항공에 운항하고 있는 에어버스 A330도 적용한다. 또한 보잉 747-400의 일부 프랫앤 휘트니 PW4000 엔진이 탑재된 장비가 있지만 이것은 싱가포르 항공에 사용되었던 장비로 에어버스 A340-300의 일부는 싱가포르 항공에 사용되었던 장비가 있었다.
- 홍콩 첵랍콕 국제공항이 개항 전에 홍콩 카이탁 국제공항을 허브 공항으로 했을 때 홍콩 곡선에 의해 훈련된 조종사의 기술 수준은 타사에 비해 높다고 말한다.
- 기업 이미지 송으로 사랑의 테마를 사용하며 TV 광고에 사용되고 있다.

## 특별 도장기

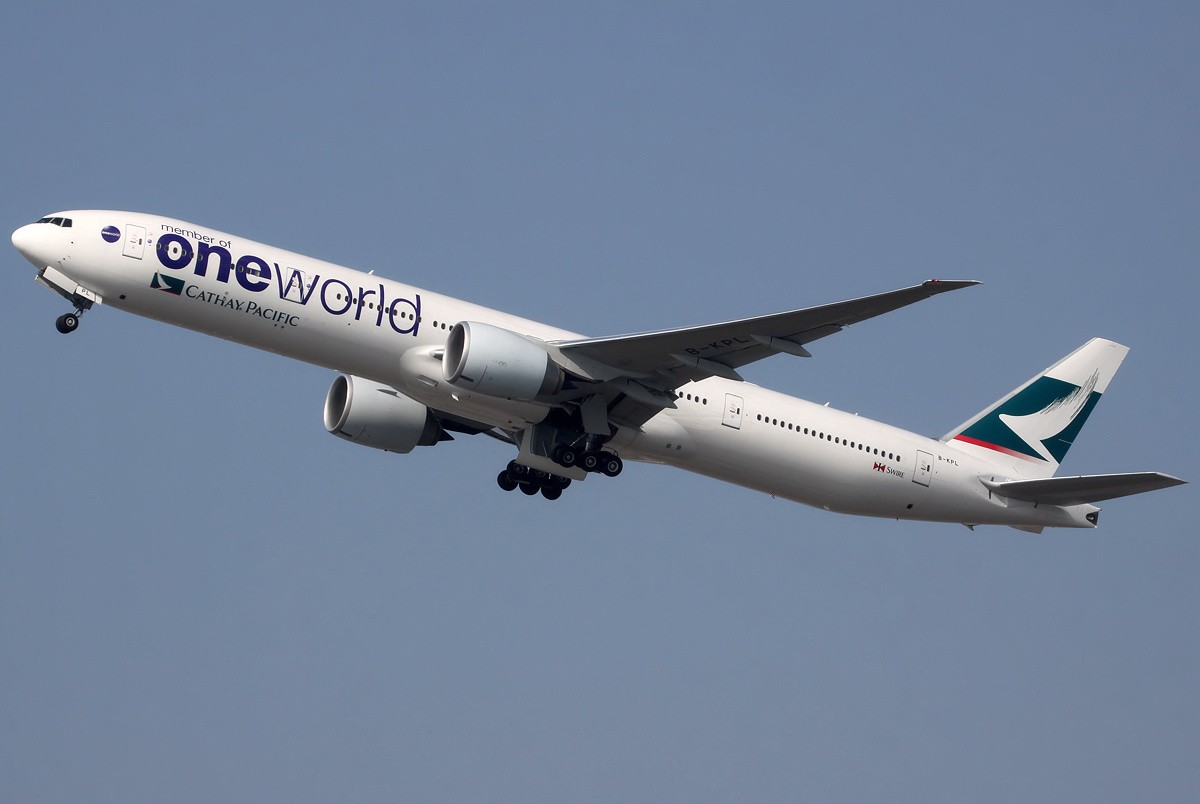
원월드 도장을 적용한 캐세이퍼시픽 항공의 보잉 777-300ER

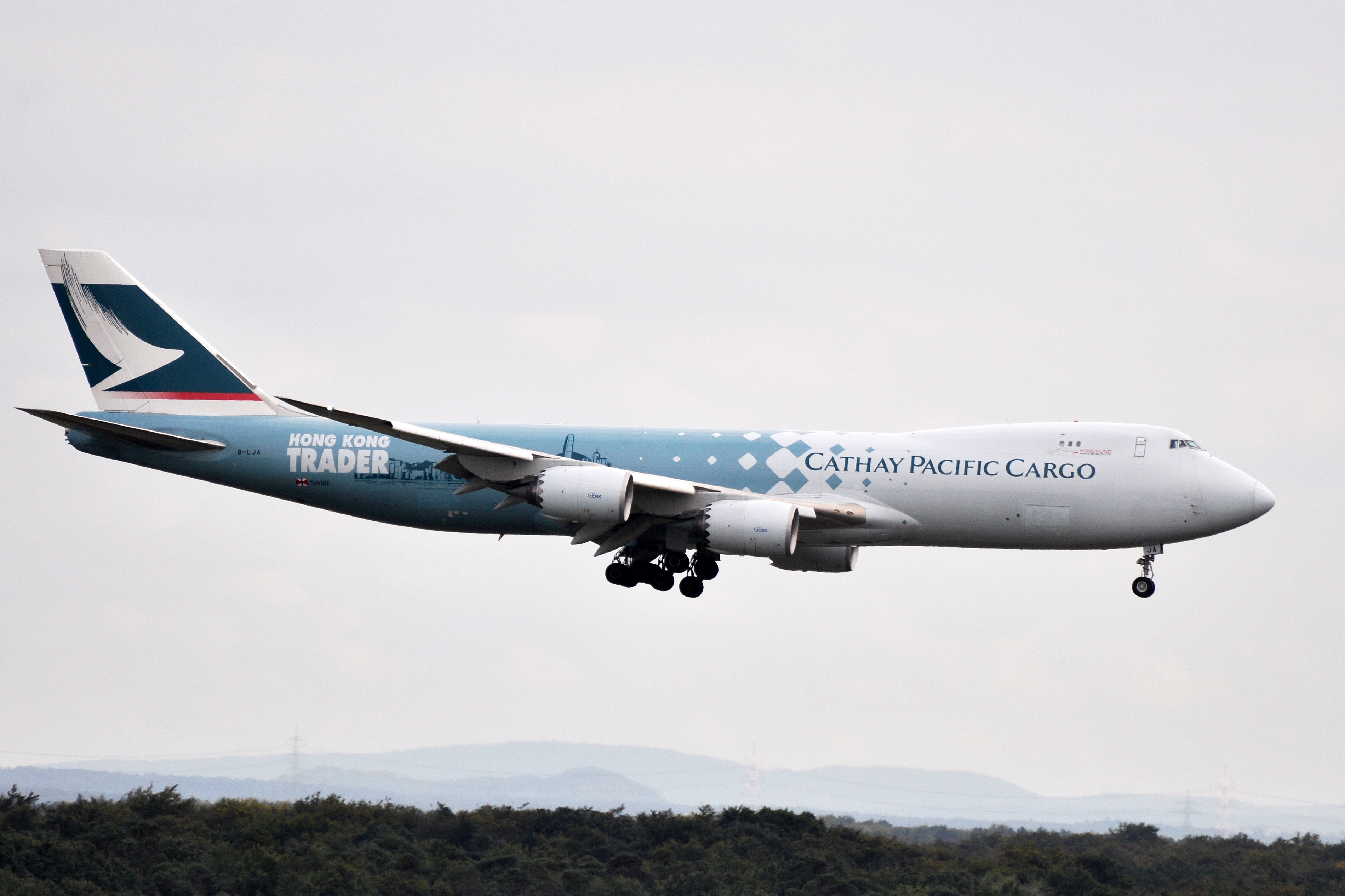
Hong Kong Trader 도장을 적용한 캐세이퍼시픽 항공의 보잉 747-8F

- 「THE SPIRIT OF HONG KONG 97[28] "집"」[29]

보잉 747-200(B-HIB)
- 「THE SPIRIT OF HONG KONG "SAME TEAM, SAME DREAM., 홍콩의 정신 같은 꿈 같은 미래."[32]」

보잉 747-400(B-HOX)
- 「Asia`s world city」

보잉 747-400(B-HOY)
보잉 777-300ER(B-KPF)
- 「member of oneworld」

보잉 777-300ER(B-KPL)
단거리용 여객기 에어버스 A330-300(B-HLU)
단거리용 여객기 에어버스 A340-300(B-HXG)
- 「Progress Hong Kong　100th Aircraft[35]」

단거리용 여객기 에어버스 A330-300(B-LAD)
- 「HONG KONG TRADER」[36]·

보잉 747-8F(B-LJA)
- 덧붙여 보잉 항공기의 고객 번호는 67로 항공기의 형식명은 747-267, 747-367, 747-467, 747-467F, 747-867F, 777-267, 777-367, 777-367ER 등이 된다.

## 사건 및 사고
- 1948년 캐세이퍼시픽 여객기가 홍콩 카이탁 공항을 출발해 마카오 국제공항을 가던 중 납치당한 사건으로 승객과 승무원을 포함해 25명이 사망하고 납치범 4명 중 1명이 희생 했으나 중화민국 당국에 의해 체포되었다. 이 사건은 항공기 납치 사건 중 최악의 사건으로 기록되었다.
- 1954년 캐세이퍼시픽 항공 더글러스 DC-4 여객기가 중국 인민해방군 공군에 의해 격추된 사건으로 승무원을 포함해 19명의 승무원 중 10명이 사망하고 9명이 생존했다. 사건이 발생한 원인은 중화인민공화국 당국이 사전 경고 없이 사격을 가했지만 이 사건으로 회사 측은 거액의 돈을 지불해야 했다.
- 1972년 케세이퍼시픽 항공 700Z편 여객기가 홍콩 카이탁 공항을 출발해 방콕 돈므앙 국제공항을 오가던 여객기가 폭탄이 기내에서 좌석 아래에 놓인 가방에서 폭발해 71명이 사망했다.
- 1998년 밴드 오아시스의 보컬 리암 갤러거가 캐세이퍼시픽 기내에서 만취하고 폭언을 하며 흡연하는 일이 적발되었다. 이 사건으로 리암 갤러거에 대해 블랙리스트에 올려 영구적으로 탑승을 금지하고 있다.
- 2005년 7월 10일 현지시간 오후 4시 20분 첵랍콕 공항에서 출발하는 인천행 캐세이퍼시픽 항공기가 중화민국에서 돌아올 예정이었으나, 공항 사정으로 인해, 약 2시간가량 연착됐다. 그러나 첵랍콕 공항에서 항공사 측이 정시 출발을 못 한다는 사전 안내나 지연 출발을 하게 된 구체적인 설명을 하지도 않고 무작정 승객들을 기다리게 했다며 대한민국 승객을 무시했다는 이유로 한국인 승객들이 탑승을 거부하고 항의했다. 그러나 캐세이퍼시픽 측에서는 항의한 한국인 승객 50여 명을 탑승시키지 않은 채 인천국제공항으로 이륙하여 크게 논란이 되었다.[37]
- 2011년 기내에서 승무원이 음란 행위하는 모습이 사진에 유포되면서 회사 측의 캠페인을 시작하려고 했다가 연기되었다.
- 2018년 캐세이퍼시픽 항공기가 원래는 CATHAYPACIFIC인데 CATAIPACIIC로 오타가난 상태로 운행하였다가 샤먼에 도착 후 수정하였다[38].

## 같이 보기
- 캐세이

## 사진

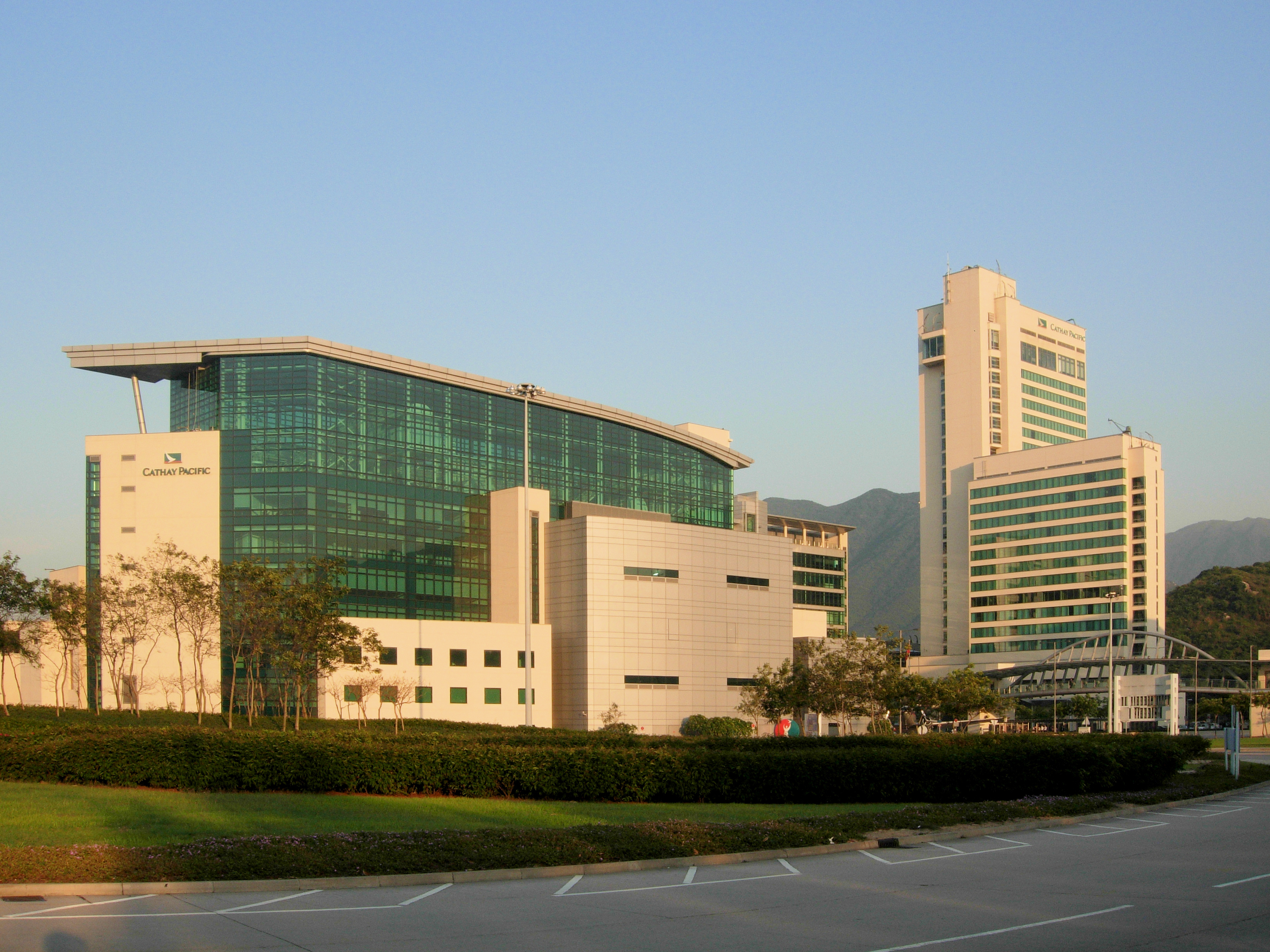
캐세이퍼시픽 항공의 본사
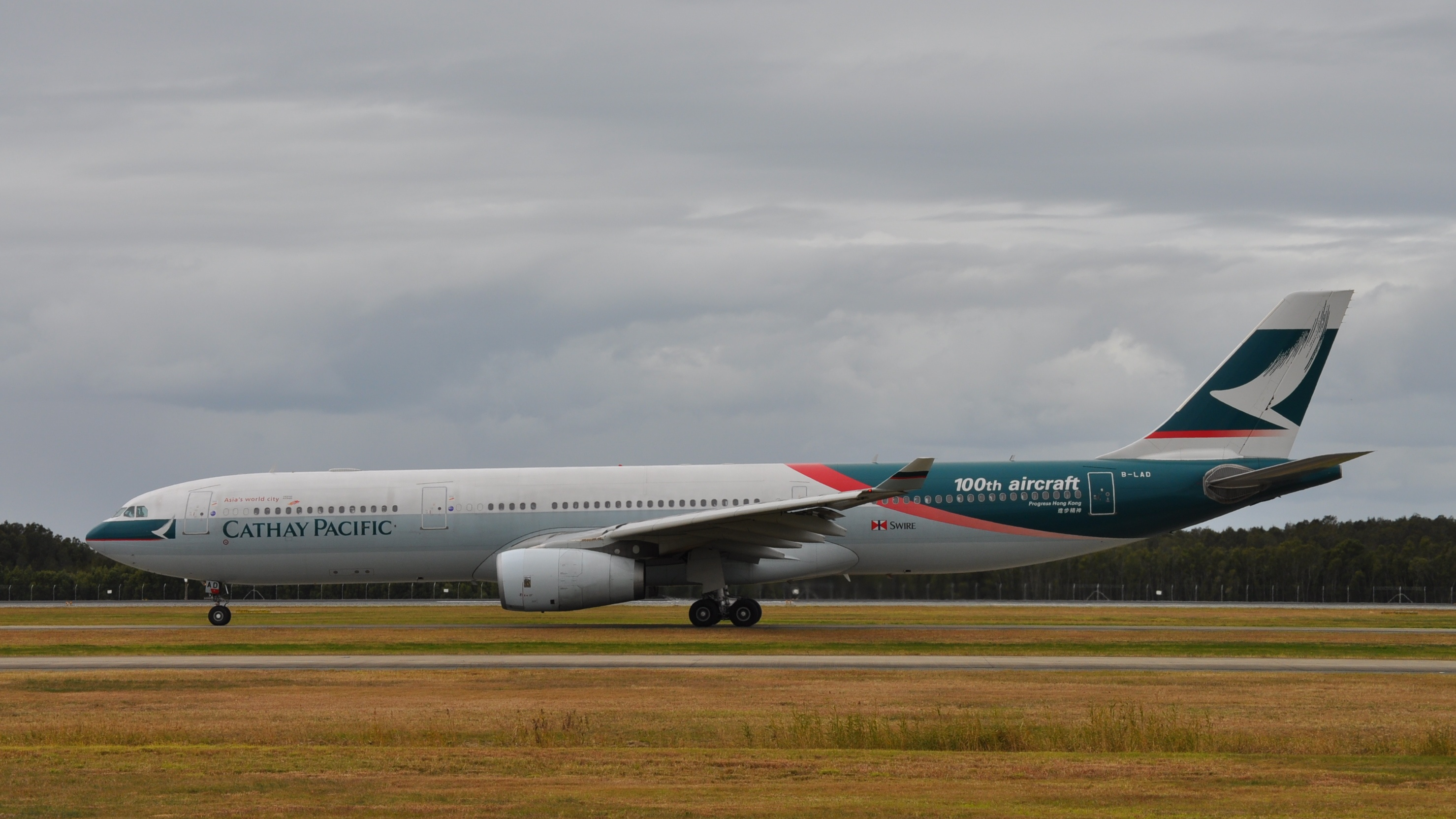
특별 도장을 적용한 캐세이패시픽 항공의 에어버스 A330-300
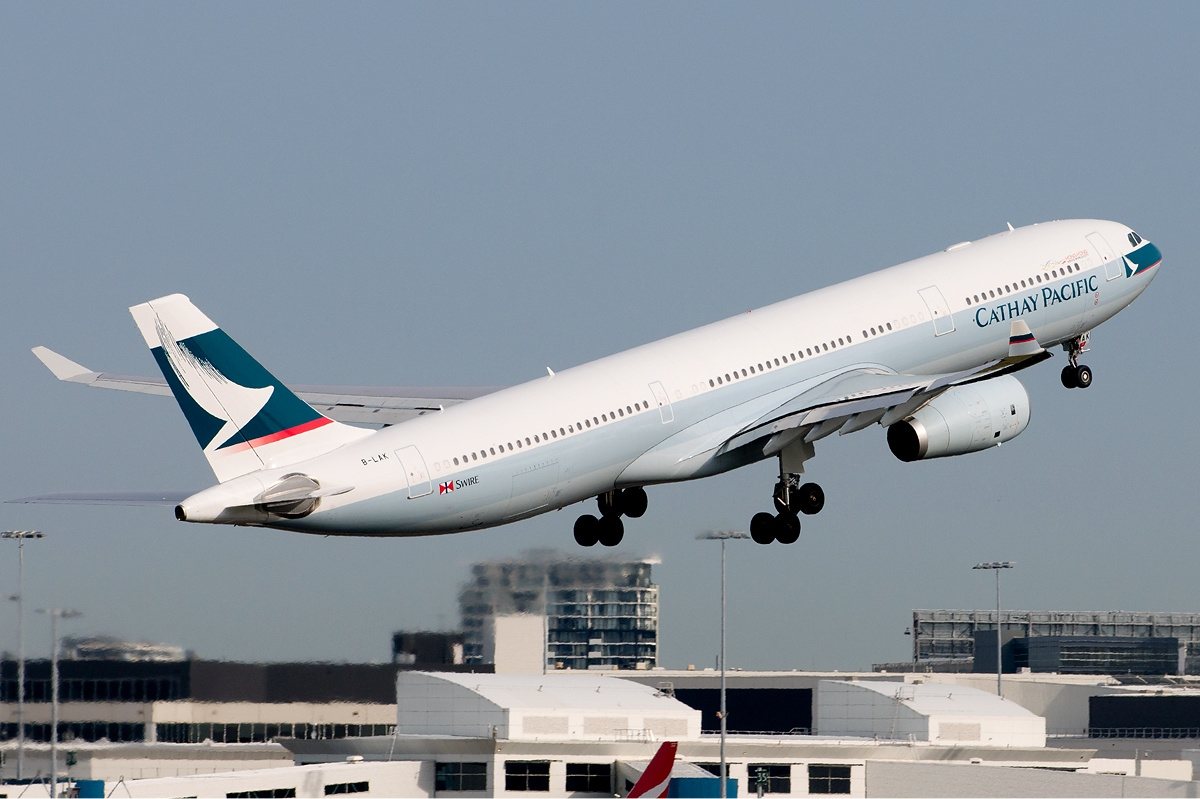
캐세이퍼시픽 항공의 에어버스 A330-300
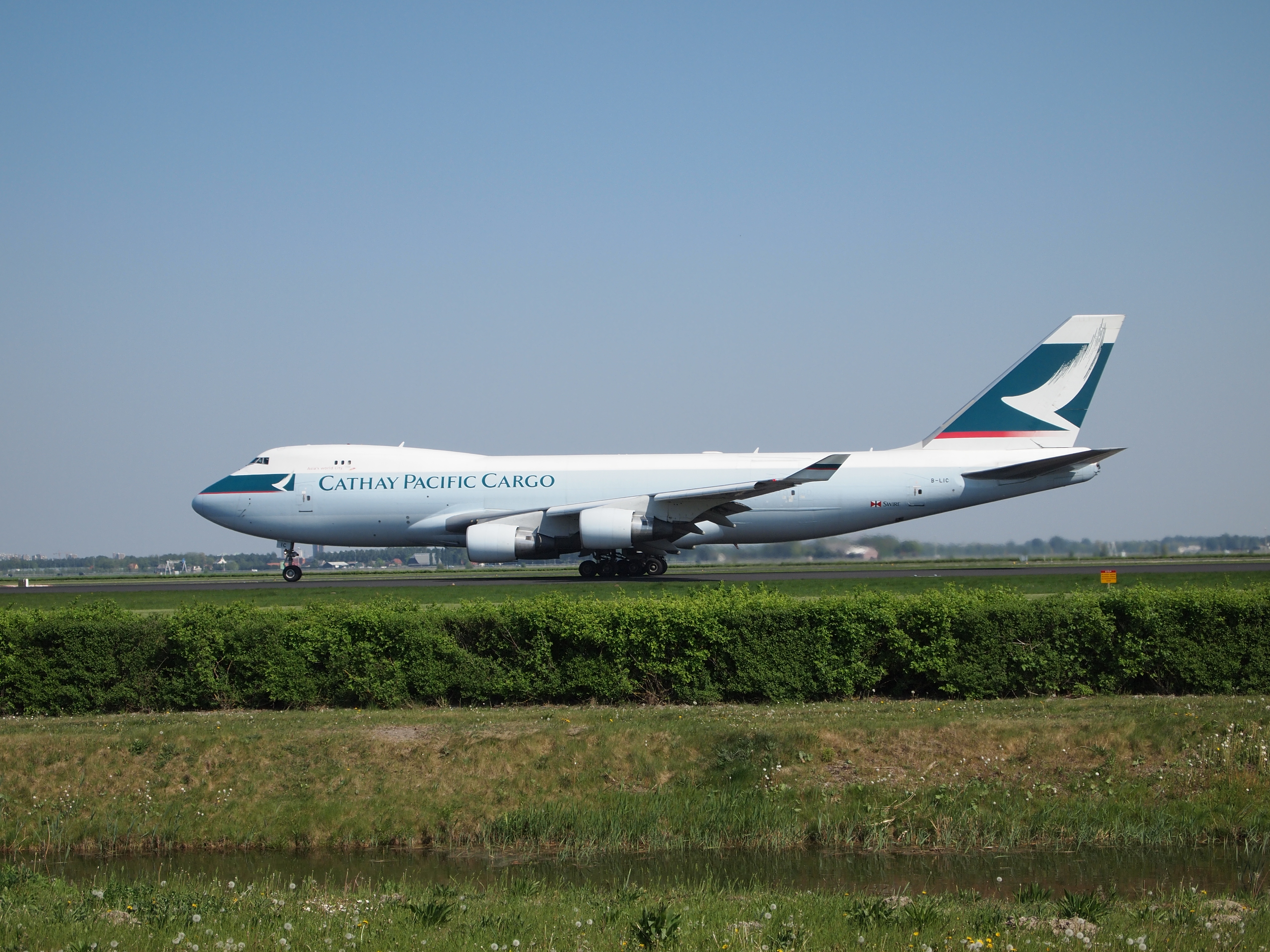
캐세이퍼시픽 카고의 보잉 747-400ERF
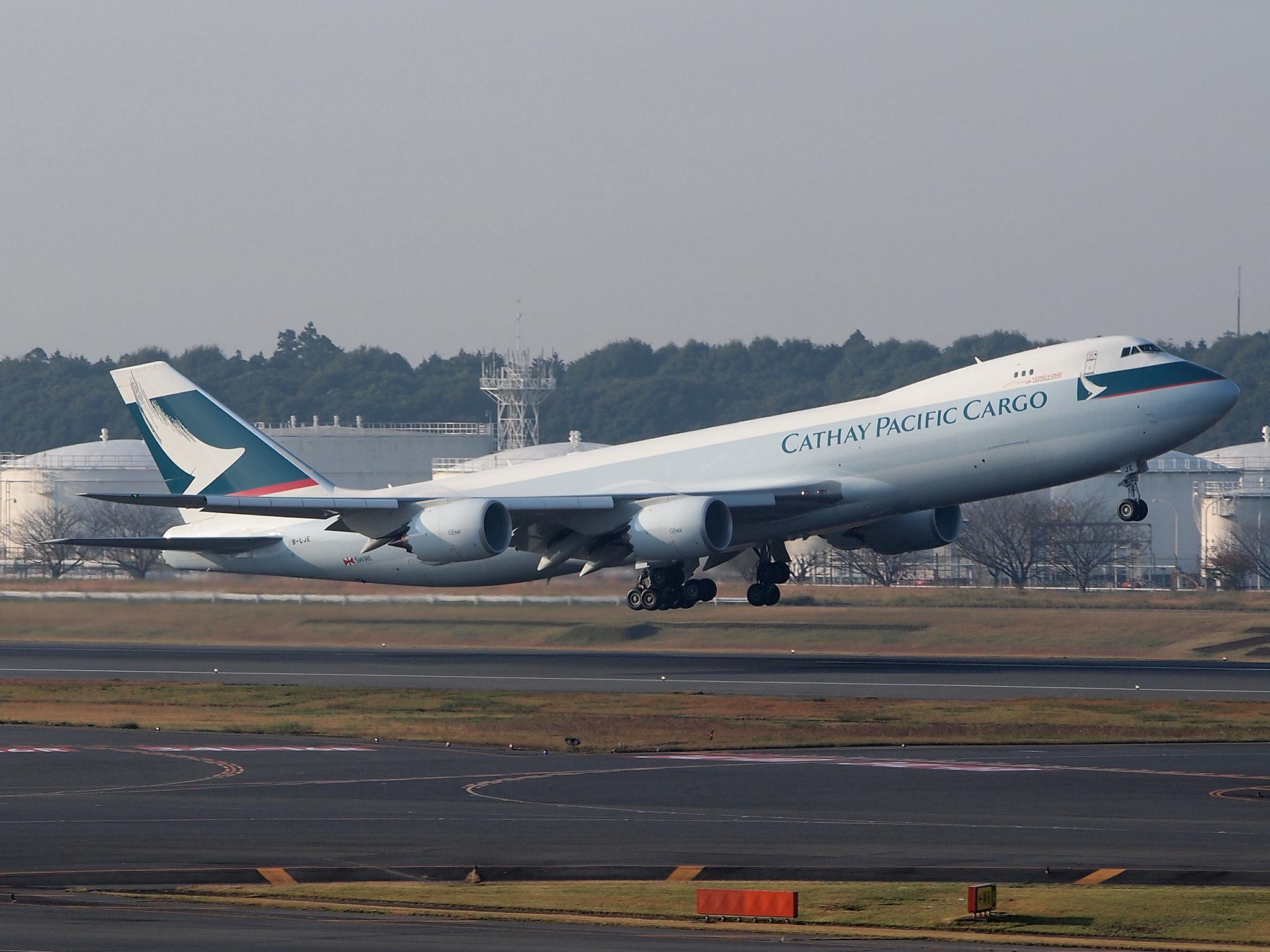
캐세이퍼시픽 카고의 보잉 747-8F
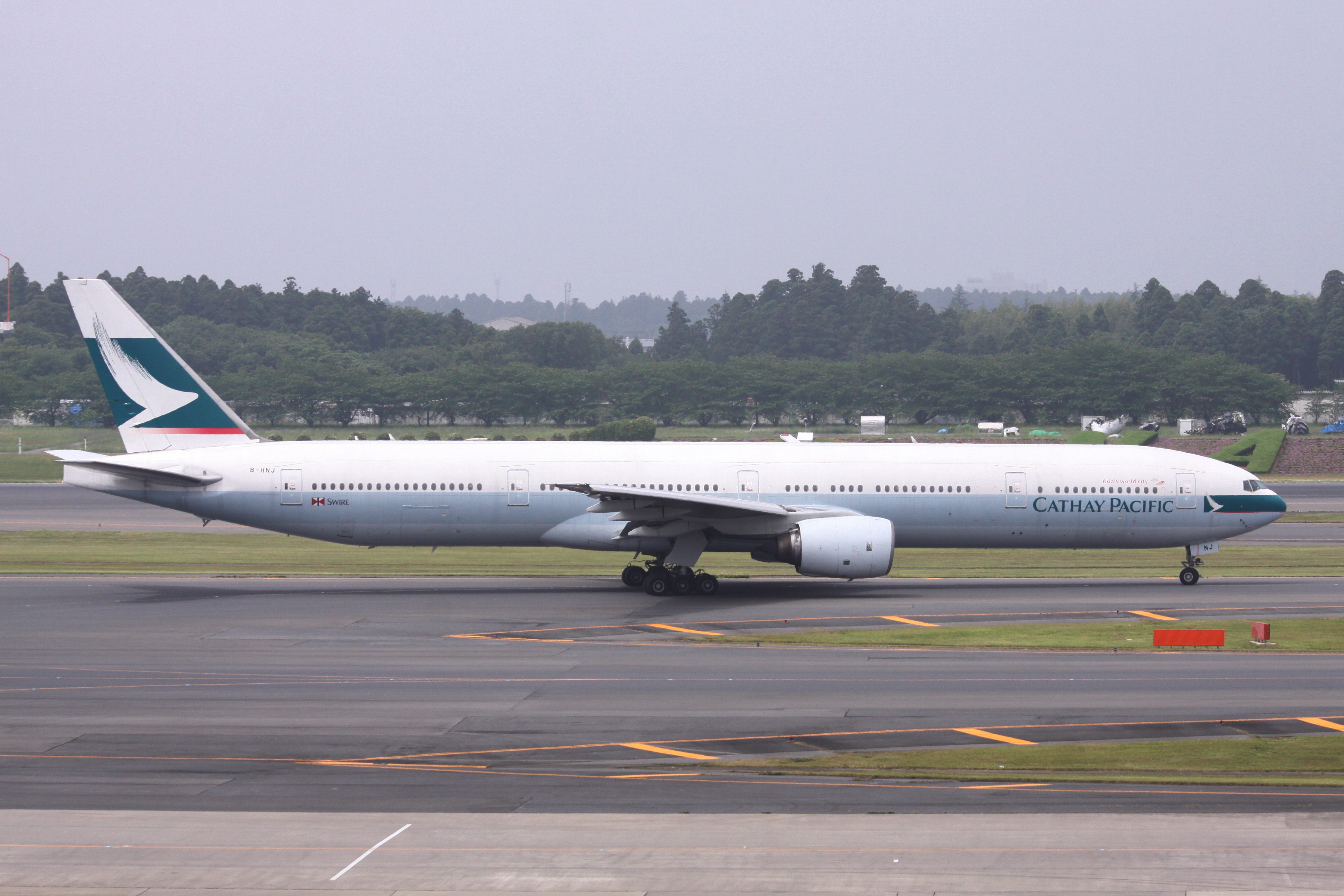
캐세이퍼시픽 항공의 보잉 777-300